# Fillièvres
Fillièvres ist eine französische Gemeinde mit 512 Einwohnern (Stand: 1. Januar 2022) im Département Pas-de-Calais in der Region Hauts-de-France. Sie gehört zum Arrondissement Montreuil und zum Gemeindeverband Les 7 Vallées. Die Einwohner werden Fillièvrois und Fillièvroises genannt.

## Geographie
Die Gemeunde Fillièvres liegt im Artois am Fluss Canche, 33 Kilometer südöstlich von Montreuil-sur-Mer und etwa 44 Kilometer westlich von Arras. Umgeben wird Fillièvres von den Nachbargemeinden Willeman im Norden, Linzeux im Nordosten, Blangerval-Blangermont im Osten, Conchy-sur-Canche und Aubrometz im Osten und Südosten, Rougefay und Buire-au-Bois im Süden, Haravesnes im Süden und Südwesten, Quœux-Haut-Maînil im Südwesten und Westen, Galametz im Westen sowie Wail im Nordwesten.

## Bevölkerungsentwicklung
| Jahr                       | 1962 | 1968 | 1975 | 1982 | 1990 | 1999 | 2006 | 2013 | 2022 |
| -------------------------- | ---- | ---- | ---- | ---- | ---- | ---- | ---- | ---- | ---- |
| Einwohner                  | 573  | 548  | 535  | 539  | 536  | 499  | 518  | 504  | 512  |
| Quellen: Cassini und INSEE |      |      |      |      |      |      |      |      |      |

## Sehenswürdigkeiten
- Kirche Notre-Dame-de-l’
- Kapelle Notre-Dame-du-Mont-Carmel

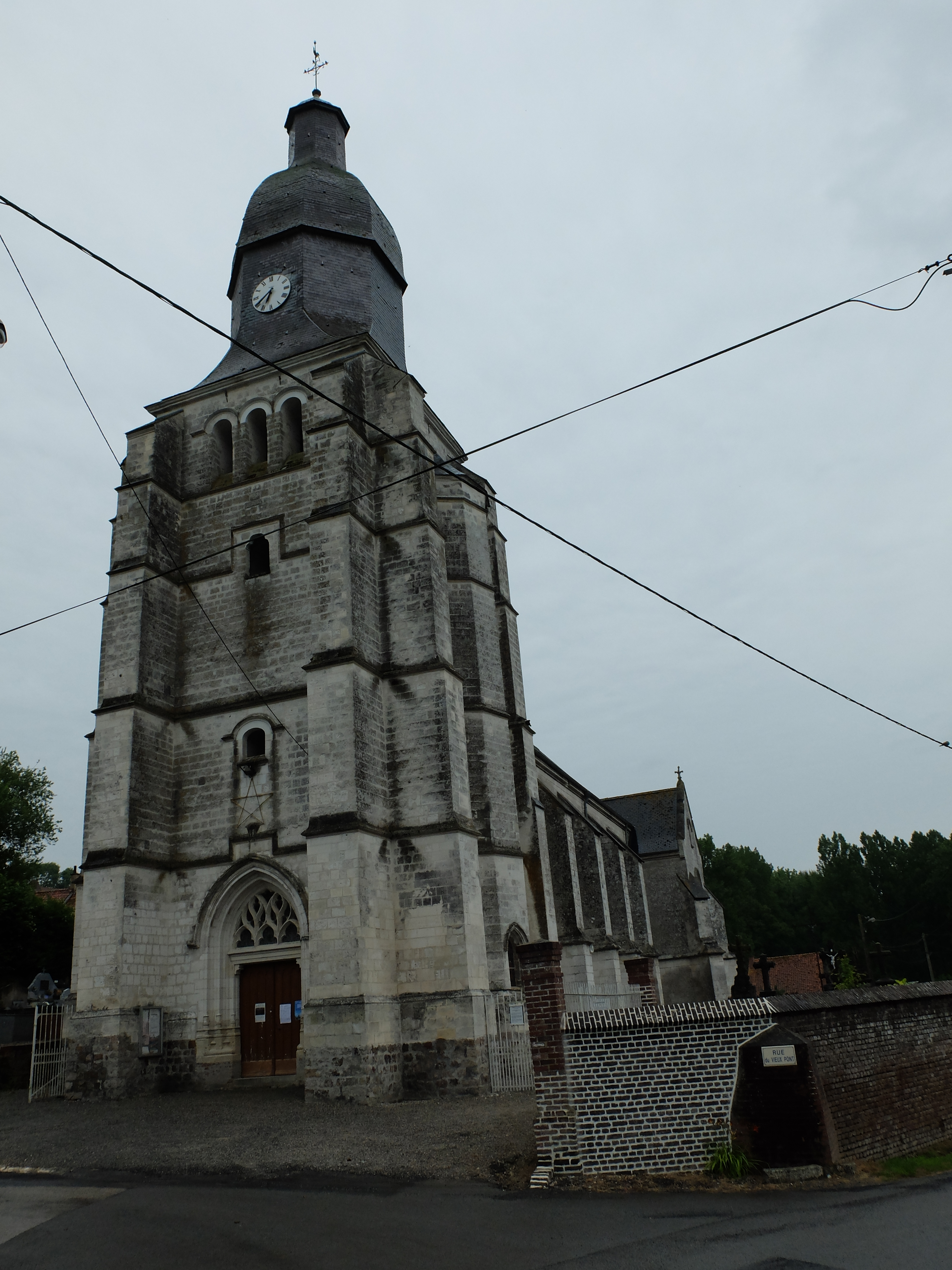
Kirche Notre-Dame-de-l’Assomption
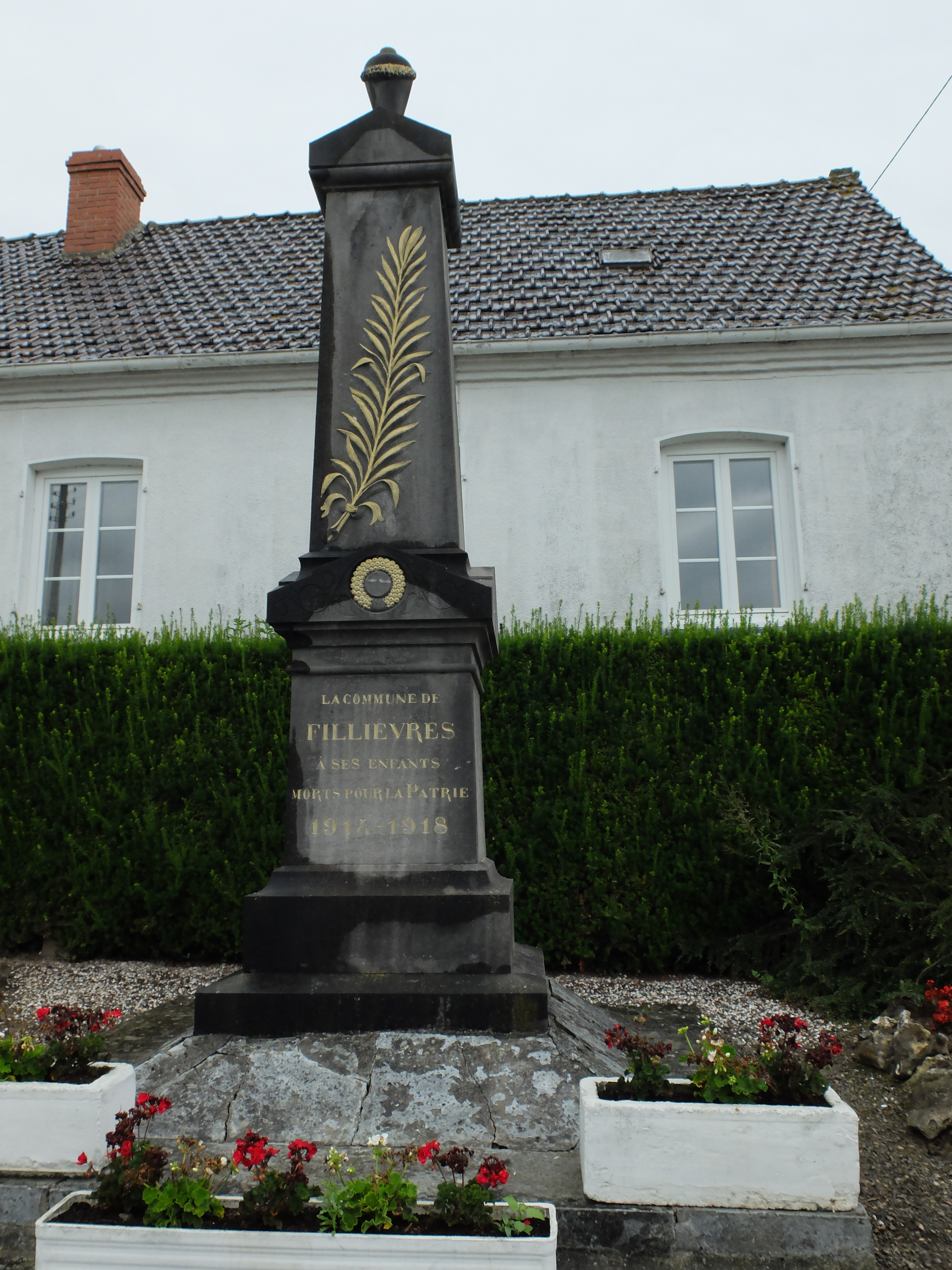
Gefallenendenkmal